# Calathea tinalandia
Calathea tinalandia är en strimbladsväxtart som beskrevs av H.A.Kenn. Calathea tinalandia ingår i släktet Calathea och familjen strimbladsväxter. Inga underarter finns listade.